# رشته‌کوه اورال
کوه‌های اورال رشته‌کوهی است در کشور روسیه و قزاقستان که در امتداد شمالی-جنوبی کشیده شده‌است و مرز میان اروپا و آسیا به‌شمار می‌رود. درازای این رشته‌کوه ۲۴۹۸ کیلومتر است و از دشت‌های نزدیک مرز قزاقستان و روسیه تا اقیانوس منجمد شمالی کشیده شده‌است. بلندترین قلهٔ این رشته‌کوه، قلهٔ نارودنایا است که ۱۸۹۵ متر (نسبت به سطح آب‌های آزاد) بلندی دارد.

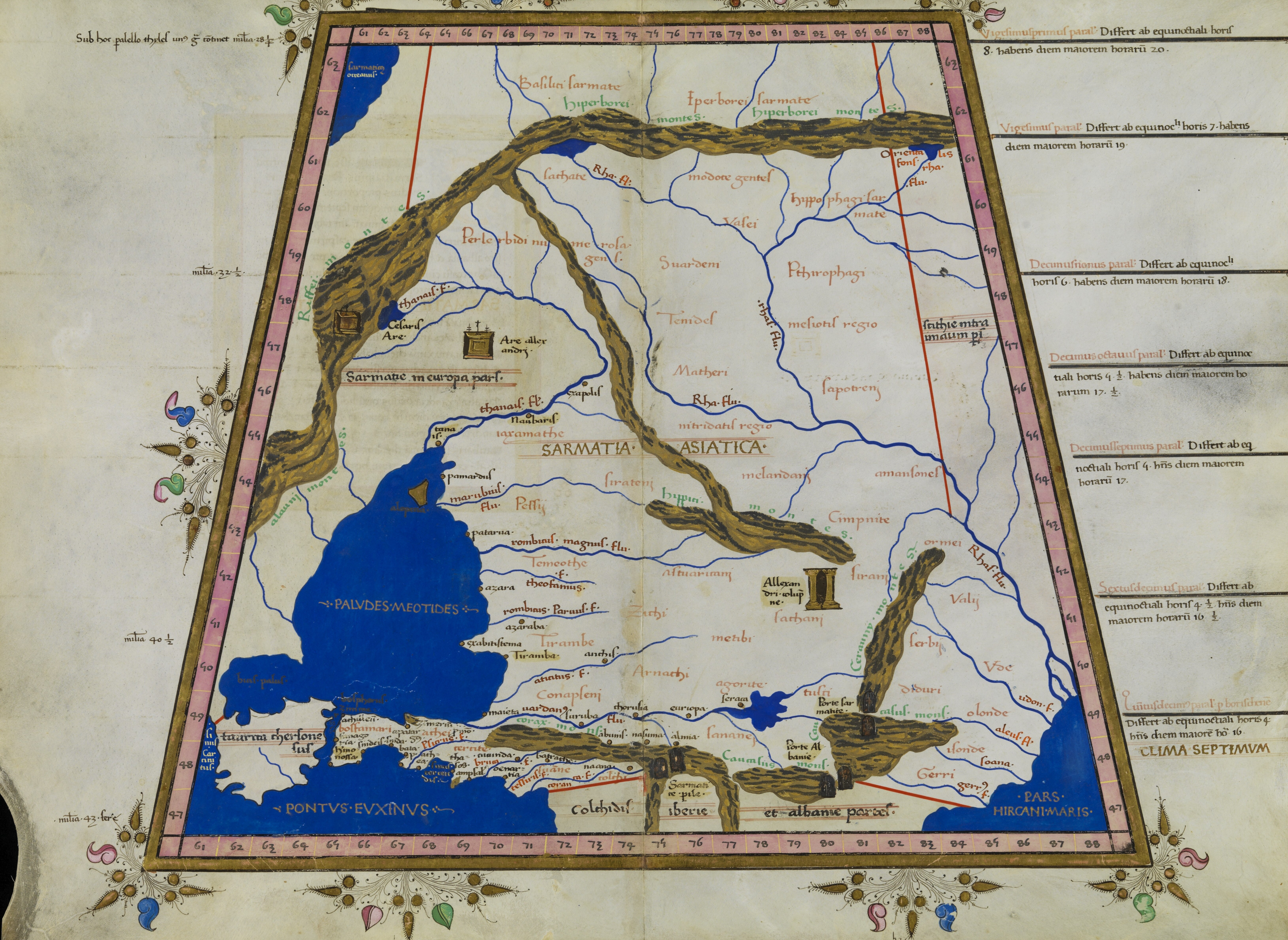
دومین نقشه آسیا‌ برپایه کتاب جغرافیای بطلمیوس.در این نقشه سلمستان آسیایی (Sarmatia Asiatica) در میانه روسیه و سلمستان اروپایی (Sarmatia Europea) در غرب آن، سرزمین های هم مرز و جداگانه اند و از لیتوانی تا روسیه و از رومانی تا اوکراین گسترده شده اند. رشته کوه اورال در میانه سلمستان آسیایی دیده می‌شود. (Tabula seconda de Asia,1467)

بطلمیوس، جغرافیدان پرآوازه یونانی-اسکندرانی آن را در سلمستان ولی نه اروپایی (چنان‌که امروز گفته می‌شود) که در سلمستان آسیایی دانسته است. به گزارش هرودوت سکاهایی که در این پهنه سفر می کردند، در سرزمین خود به هفت ترجمان برای هفت زبان نیاز داشتند که نشانگر گوناگونی زبانی-نژادی در سرزمین سلمستان است.